# Bockelwitz
Bockelwitz es un municipio perteneciente al distrito de Sajonia Central, en Sajonia, Alemania. Bockelwitz comprende un área de 34.54 km² y tiene una población de 2798 habitantes (a 31 de diciembre de 2006). Las ciudades vecinas son Mügeln (a 7 kilómetros), Leisnig (a 5 kilómetros) y la capital, Döbeln (a 14 kilómetros).

## Localidades
Al término municipal de Bockelwitz pertenecen las siguientes localidades:
| - Altenhof - Altleisnig - Beiersdorf - Bockelwitz - Börtewitz - Clennen - Dobernitz - Doberquitz - Doberschwitz - Görnitz | - Großpelsen - Hetzdorf - Kalthausen - Kleinpelsen - Korpitzsch - Kroptewitz - Leuterwitz - Marschwitz - Naundorf - Naunhof | - Nicollschwitz - Polditz - Polkenberg - Sitten - Wiesenthal - Zeschwitz - Zollschwitz - Zschockau |

- Datos: Q542047
- Multimedia: Bockelwitz / Q542047